# Über die Brücke geh'n
Pour les articles homonymes, voir Die Brücke (homonymie).
Chansons représentant l'Allemagne au Concours Eurovision de la chanson
Für alle
(1985) Laß die Sonne in dein Herz
(1987)
Über die Brücke geh'n (en français, Franchir le pont) est la chanson représentant l'Allemagne au Concours Eurovision de la chanson 1986 à Bergen. Elle est interprétée par la chanteuse Ingrid Peters.
La chanson est la 14e de la soirée, suivant J'aime la vie interprétée par Sandra Kim pour la Belgique et précédant Tóra Zo interprétée par Elpida pour Chypre.
Une version anglophone We've Got a World to Build sortit la même année.

## Source de la traduction
1. ↑  https://www.discogs.com/fr/Ingrid-Peters-Weve-Got-A-World/release/5320802

- (en) Cet article est partiellement ou en totalité issu de l’article de Wikipédia en anglais intitulé « Über die Brücke geh'n » (voir la liste des auteurs).